# Cenobio de Valerón
Koordinaten: 28° 8′ 20,3″ N, 15° 36′ 16″ W

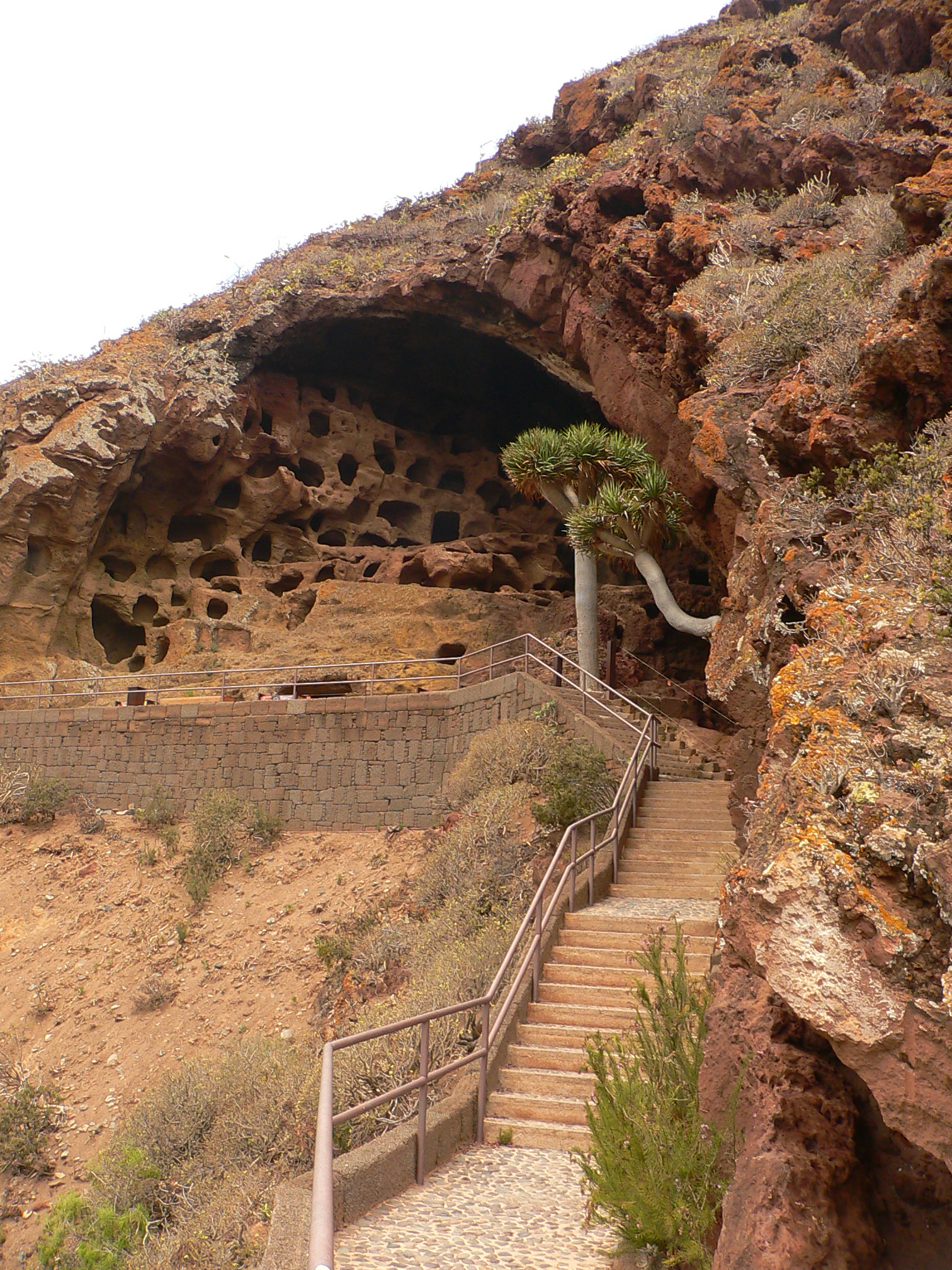
Vista general del Cenobio de Valerón

Das Cenobio de Valerón ist eine archäologische Stätte im Tal von Valerón, das in der Gemeinde Santa María de Guía auf Gran Canaria liegt. Es handelt sich um einen gemeinsamen Getreidespeicher der Canarios, die ihn bis zur spanischen Eroberung der Inseln im 15. Jahrhundert nutzten. Gemeinsam mit der Cueva Pintada in Gáldar ist es eines der Wahrzeichen von Gran Canaria.

## Etymologie
Die Bezeichnung cenobio (Kloster) gründet sich in die romantische Vorstellung, dass dort jungfräuliche Priesterinnen namens Harimaguadas die Kinder der Adeligen beherbergten. Diese Vorstellung herrschte, bis man im 20. Jahrhundert ähnliche Anlagen in Nordafrika fand und den gemeinsamen Nutzungszweck erkannte.

## Beschreibung

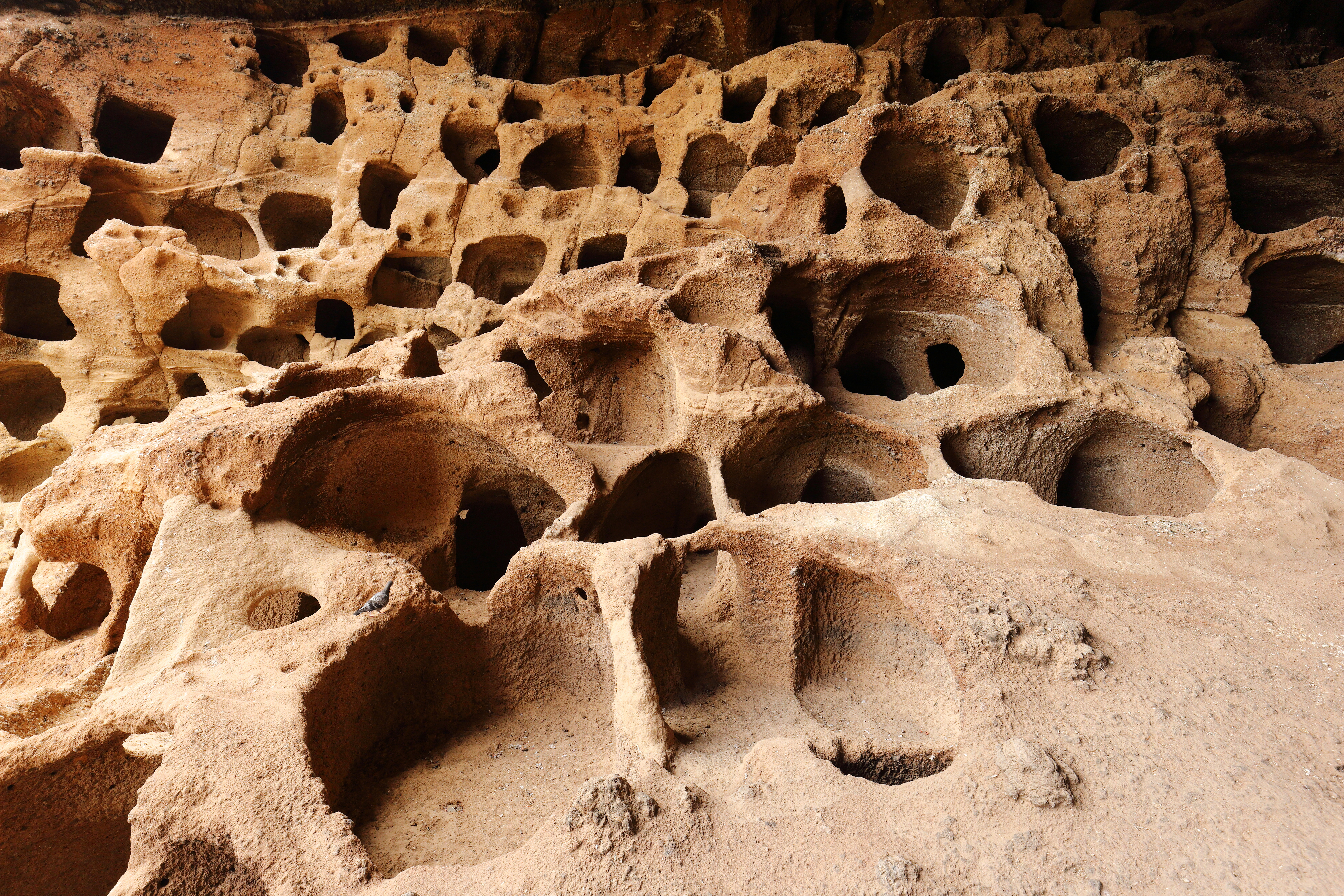
Cuevas del Cenobio de Valerón – Detail

Der gemeinsame Kornspeicher «Cenobio de Valerón» umfasst 298 Abteile mit einem Fassungsvermögen von einem bis drei Quadratmetern in acht Etagen, die mit Stein- und Holzwerkzeugen aus dem weichen vulkanischen pyroklastischen Tuff in die heutige Montaña del Gallego gegraben wurden. Der leicht zu verteidigende Ort, ein Abri unter einem natürlichen bogenförmigen Überhang von 20 Meter Höhe und 27 Meter Länge sowie die dort herrschenden Temperatur- und Feuchtigkeitsbedingungen boten günstige Voraussetzungen für diesen Zweck.
Die Höhlen oder Lagerräume haben unterschiedliche Form und Umfang, sind teilweise miteinander verbunden und liegen auf unterschiedlichem Niveau. In den Felsen gegrabene Stufen lassen vermuten, dass sie mit Treppen oder mit Gerüsten und Seilen versehen waren, von denen keine archäologischen Spuren blieben.
An den Öffnungen der Höhlen sind teilweise noch Rillen zu erkennen, in denen Türen befestigt wurden, die aus Holz oder Steinplatten bestanden oder auch nur aus weichen Materialien wie Stoffen oder Fellen. Verbleibende Lücken waren mit aschfarbenem Mörtel verschlossen worden, um die Konservierung der Ernte zu gewährleisten.
In der Anlage wurden Idole, sogenannte Pintaderas (Stempel), Keramiken, menschliche Knochen und Aschen gefunden, von denen man annimmt, dass sie zu den Bewachern des Kornspeichers gehören.

## Archäologische Geschichte
In der ersten Hälfte der 1940er Jahre entdeckte der damalige Leiter für die Ausgrabungen der spanischen Provinz von Las Palmas, Sebastián Jiménez Sánchez bei Säuberungsarbeiten weitere zwischenzeitlich verfüllte innenliegende Höhlen. Bei der Errichtung der Treppe und der Aussichtspunkte bzw. -plattform zwischen 1972 und 1973 wurde das archäologische Füllmaterial aus den Höhlen entfernt und als Unterbau der Treppe verwendet. Dadurch ging nicht nur der Inhalt der Höhlen, sondern auch der ursprüngliche, von den Ureinwohnern in den Fels gegrabene Weg verloren. Außerdem kam es durch die verbesserte Zugänglichkeit und fehlende Einfriedung zur vermehrten Begehung der eigentlichen Anlage durch Besucher, was die Erosion beschleunigte.

## Anerkennung als Baudenkmal
Das Cenobio de Valerón wurde durch königliches Dekret 2.756/78 vom 14. Oktober zum historischen Baudenkmal und im Sinne des Gesetzes 16/85 vom 25. Juni Patrimonio Histórico Español zum Bien de Interés Cultural in der Kategorie archäologische Zone erklärt.
Die Anlage erscheint im Inventar der unbeweglichen Güter und im Kataster der Naturschätze der Stadtverwaltung von Santa María de Guía.

## Ähnliche Anlagen
Weitere Anlagen ähnlicher Natur auf der Insel sind:
- Cuevas del Rey und Roque Bentayga, in Tejeda[2]
- die Cuevas del Pósito, in Temisas, Agüimes
- Cuevas Muchas, in Guayadeque, Ingenio
- Cuevas de las Palomas, in Tabuco, Ingenio
- Cuevas del Draguillo, in El gamonal, zwischen Telde und Ingenio
- Cueva de la Audiencia, im Komplex von Cuatro Puertas, Telde
- El Álamo, in Acusa, Artenara
- Birbique, in Roque Bermejo, Agaete